# Brief des Petrus an Philippus
Der Brief des Petrus an Philippus, Epistula Petri (EpPt), ist eine pseudepigraphische, stark gnostisch geprägte Schrift, die ursprünglich griechisch geschrieben war und aus dem späten 2. oder dem 3. Jahrhundert stammen dürfte. Zwei koptische Übersetzungen sind erhalten: eine fast vollständige unter den Nag-Hammadi-Schriften (NHC VIII,2) und eine fragmentarische als erster Teil des Codex Tchacos. Es geht darin um erneute Offenbarung durch Jesus, der den Aposteln auf dem Ölberg erscheint. Philippus spielt nur im Anfangsteil eine Rolle.

## Verfasser, Datierung
Der Verfasser ist unbekannt, die Schrift somit eine Pseudepigraphie. Er kennt „neutestamentliche und andere frühchristliche Schriften und ist mit ‚gnostischem‘ Gedankengut vertraut.“ Die uns überlieferten koptischen Handschriften aus dem 4. Jahrhundert enthalten zwei unterschiedliche Fassungen, die inhaltlich weitgehend übereinstimmen, sich jedoch im Wortlaut unterscheiden. Beide Übersetzungen gehen auf weitgehend identische griechische Vorlagen zurück.
Die Textgattung lässt sich nur schwerlich bestimmen. Auf den brieflichen Anfang mit Präskript folgen Gebete der Jünger, Christuserscheinungen und Dialoge, die zur Acta-Literatur des 2.–3. Jahrhunderts passen, die Schrift steht außerdem in der Wirkungsgeschichte der Apostelgeschichte des Lukas. Somit kann man es auch als Dialogevangelium oder als gnostischen Dialog verstehen. Es passt aber auch nicht genau dazu, denn es handelt sich um verschiedene Dialoge in unterschiedlichem narrativem Rahmen. Literarkritisch wird eine stufenweise Entstehung der Schrift erwogen, es handelt sich aber nicht um eine Epitome. Es sind auf jeden Fall verschiedene Quellen aufgenommen und der Verfasser kennt neutestamentliche und andere frühchristliche Schriften. Die Abfassungszeit ist nur näherungsweise bestimmbar und liegt am ehesten zwischen dem späten 2. Jahrhundert und Anfang des 3. Jahrhunderts.
Zum Entstehungsort gibt es keine konkreten Hinweise, die Petrustradition verweist üblicherweise entweder auf Rom oder auf Syrien, worauf aber in der Schrift nichts hindeutet.

## Inhalt
Petrus, sonst Repräsentant der Großkirche, erscheint als Zeuge der gnostischen Überlieferung.
- Titel in NHC VIII,2: „Der Brief des Petrus, den er an Philippus schickte“
- Gruß an Philippus
- Aufforderung an Philippus, zum Kreis der Jünger zu kommen, um Offenbarungen von Jesus zu empfangen. Philippus kommt freudig hinzu.
- Zusammenkunft der Apostel auf dem Ölberg, dort: Gebet zum „Vater des Lichts“ und zum „Sohn der Unsterblichkeit“
- Christuserscheinung (Licht und Stimme); vier Fragen der Apostel, Lehrgespräch mit den Aposteln (vier Antworten):
  - Über den Mangel der Äonen bzw. ihre Entstehung
  - Über die Fülle („Ich bin es.“)
  - Über das Festgehaltenwerden
  - Über den Kampf mit den „Kräften“, die keine Ruhe haben
- Ende der Erscheinung (Entrückung)
- Gespräch der Apostel auf dem Rückweg nach Jerusalem; Stimme (Audition) zur Notwendigkeit des Leidens
- Auftreten der Apostel im Tempel: Verkündigung der Erlösung durch Christus, Heilungen
- Petrus-Rede zum Thema Leiden
- Gebet des Petrus zu Christus, dem „Urheber unserer Ruhe“, Hinausgehen zur Verkündigung
- Erneutes Zusammenkommen, Jesus-Erscheinung: Zuspruch für die Mission
- Erneutes Hinausgehen zur Verkündigung
- Subscript im CT: „Der Brief des Petrus an Philippus“

## Literarische Einordnung
Der Brief des Petrus an Philippus gehört zur reichen apokryphen Petrusliteratur. Petrus erscheint hier als Repräsentant der "Mehrheitskirche" und wird ambivalent dargestellt. Während er aber in der Offenbarung des Petrus als Empfänger der gnostischen Offenbarungen und Garant dieser Überlieferung erscheint (in Konkurrenz zur Mehrheitskirche), ist er hier zusammen mit den übrigen Jünger Empfänger der gnostischer Offenbarungen. Dabei ist die Lehre des vorösterlichen Jesus die gleiche wie die des Auferstandenen, sie wurde nur zunächst nicht richtig verstanden.